# فیات پروفشنال

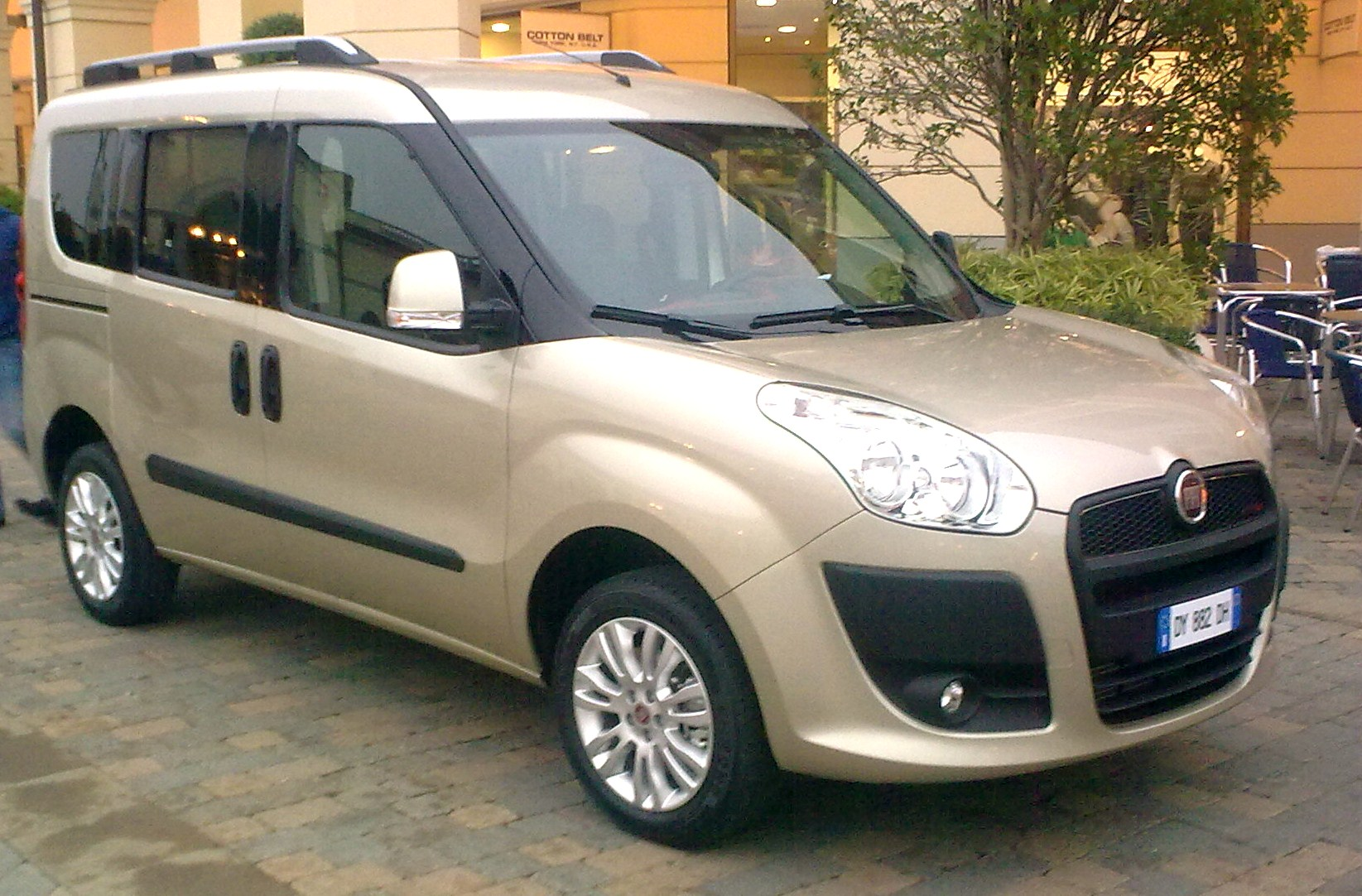
فیات دوبلو

فیات پروفشنال (به انگلیسی: Fiat Professional) برند استلانتیس در تولید وسایل نقلیه تجاری کوچک (ون)، مستقر در تورین، ایتالیا می‌باشد، که در آوریل ۲۰۰۷ فعالیتش را آغاز نمود.
ریشه‌های تأسیس شرکت فیات پروفشنال به سال ۱۸۹۹ و راه‌اندازی شرکت فیات ویکولی کامرشیالی توسط جووانی آنیلی باز می‌گردد.